# Злочин у Уздољу
Злочин у Уздољу или Покољ у Уздољу се односи на масовно убиство најмање десет српских цивила из села Уздоље у близини Книна 6. августа 1995. од стране припадника Хрватске војске (ХВ) након операције Олуја.

## Позадина
До марта 1991. тензије између Хрвата и Срба су ескалирале у рат у Хрватској. Након референдума о независности који су у великој мери бојкотовали хрватски Срби, хрватски парламент је званично усвојио независност 25. јуна. Република Српска Крајина (РСК) је прогласила своју намеру да се отцепи од Хрватске и припоји Републици Србији, док је Влада Републике Хрватске то прогласила побуном. Између августа 1991. и фебруара 1992. Хрватске снаге су спровеле етничко чишћење Срба у источној и западној Славонији и деловима Крајине. Операција Олуја је резултирала егзодусом око 200.000 Срба из Крајине, док су они Срби који нису могли или нису хтели да напусте своје домове, пре свега стари, били изложени разним злочинима. Међународни кривични суд за бившу Југославију процењује да је број убијених српских цивила 324.

## Убиства
Ујутро 6. августа 1995. године тројица мушкараца са аутоматским пушкама довезла су се до засеока Шаре и у село Уздоље затекли осам људи, од којих је најстарији био Ђуђија Берић, стар 79 година. Њих седам је убијено у близини пута Книн - Дрниш, док је преживјели сведок, који је задобио повреде, успео побећи у шуму. Остале жртве су Милица Шаре, Стево Берић, Јања Берић, Крсто Шаре, Милош Ћосић, Јандрија Сара и 73-годишњи Сава Шаре, који је потом убијен на свом трему.
У оближњем засеоку Врбник непознати хрватски војници убили су и 61- или 62-годишњег Лазу Дамјанића и 28-годишњег Предрага Зарића. Неколико дана након операције Олуја, у околним селима убијено је и десет других цивила.

## Правни поступци
Убиства у селу укључена су у оптужницу МКСЈ против бившег хрватског генерала Анте Готовине. У жалби на суђење Готовини и др. којим су Готовина и Младен Маркач ослобођени кривице, МКСЈ је пресудио да нема довољно доказа да се закључи постојање удруженог злочиначког подухвата насилног уклањања српских цивила. Жалбено веће је даље навело да су Хрватска војска и Специјална полиција починиле злочине након артиљеријског напада, али државни и војни врх није имао никакву улогу у њиховом планирању и стварању.
Иако за ове злочине нико није одговарао, загребачка невладина организација Документа – Центар за суочавање с прошлошћу поднијела је 2017. године кривичну пријаву хрватском државном одвјетништву.